# Rondibilis robusta
Rondibilis robusta là một loài bọ cánh cứng trong họ Cerambycidae.